# Инге Старији
Инге Старији († око 1105) је био шведски краљ у два наврата (1079 - 1084 и 1087 - 1105) из династије Стенкил.

## Биографија
Отац му је био краљ Стенкил родоначелник те династије.
Његова владавина, као и владавина његових претходника била је испуњена ратовима, најчешће против Норвешке и Данске, као и бунама. Током тих ратова он је неколико пута губио власт у Шведској. 1084. године збацио га је Свен Жртвоватељ, али се он 1087. године вратио на престо и владао до смрти.
На унутрашњем плану ово раздобље обележио је успон земљопоседничког племства до владајућег положаја. Тада је било крупних и ситних земљопоседника, али су сви они имали исти општи положај и били су сви без разлике обавезни да се одазову краљевом позиву за рат.
У име хришћанства Инге је водио не само политику потчињавања шведског сељаштва, већ је и почео политику спољних освајања. Његови освајачки походи ка истоку били су усмерени на Неву. Али, његове освајачке тежње наишле су на одлучан отпор од стране Карелаца и Руса .
Међутим, укупно гледано, изгледа да феудални систем није био доминантан у Шведској. Тамо су постојали племићи који су држали феуде, али је племство као целина своју моћ црпло из алодијалних земаља. Војна служба коју су племићи били дужни да врше и употреба страних титула као што је барон, витез и штитоноша, пружили су лажну феудалну представу друштва које у суштини то није било. Одсуство властеоског система било је још упадљивије. Феудалци и племићи нису имали право суђења, осима ако се не би десило да држе као феуд неку службу у краљевској управи; ипак право суђења било је признато као јавна служба тако да није било везано са поседовање земље. Мада је црква, заједно са племством, уживала право пореског имунитета, прелатски поседи нису имали статус феуда.

## Породично стабло
|  |                 |  |  |  |  |  |  |  |  |  |  |  |  |  |  |  |
|  | 2. Стенкил      |  |  |  |  |  |  |  |  |  |  |  |  |  |  |  |
|  |                 |  |  |  |  |  |  |  |  |  |  |  |  |  |  |  |
|  |                 |  |  |  |  |  |  |  |  |  |  |  |  |  |  |  |
|  | 1. Инге Старији |  |  |  |  |  |  |  |  |  |  |  |  |  |  |  |
|  |                 |  |  |  |  |  |  |  |  |  |  |  |  |  |  |  |
|  |                 |  |  |  |  |  |  |  |  |  |  |  |  |  |  |  |
|  | 3. Ingamoder    |  |  |  |  |  |  |  |  |  |  |  |  |  |  |  |
|  |                 |  |  |  |  |  |  |  |  |  |  |  |  |  |  |  |
|  |                 |  |  |  |  |  |  |  |  |  |  |  |  |  |  |  |